# Brod (Bosznia-Hercegovina)
Brod (korábban Bosanski Brod, szerbül: Брод), város és községközpont Bosznia-Hercegovinában, a Szerb Köztársaság északi régiójában. 

## Fekvése

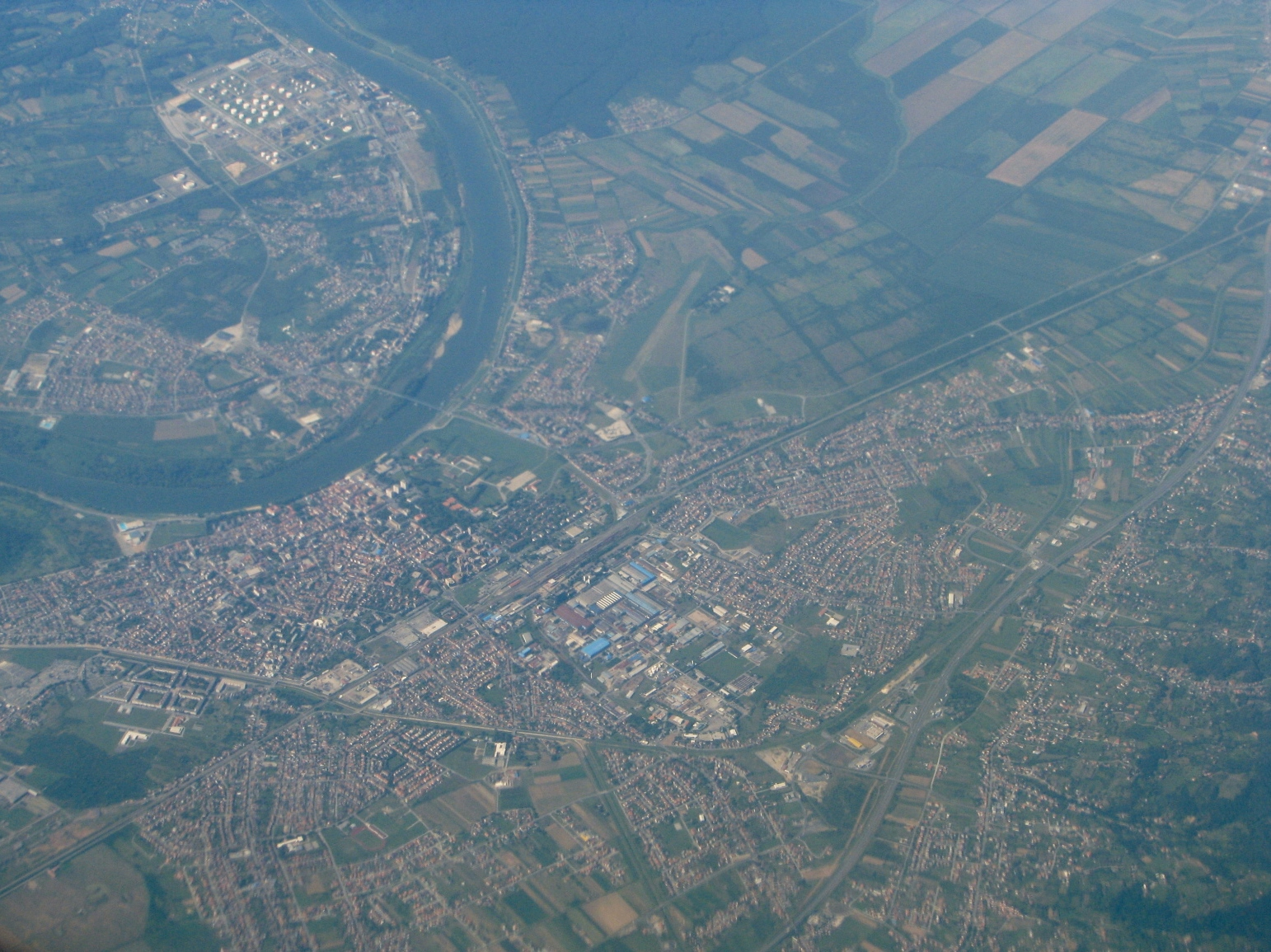
Slavonski Brod és a Száva túloldalán fekvő Bosanski Brod egykor egy település volt.

A település Bosznia-Hercegovina északi részén, Dobojtól légvonalban 47, közúton 65 km-re északra, a horvátországi Bróddal átellenben, a Száva jobb partján, 88 méteres magasságban fekszik. A város tágas, nyitott és könnyen megközelíthető Peripannóniai-síkságon fekszik. Északi határát a Száva folyó alkotja, amely a város közvetlen közelében kanyarogva gyakran elárasztja a hordalékos síkságot, melyen a város fekszik.

## Népessége

### A község népessége
| Nemzetiségi csoport | Népesség 1991 | Népesség 2013 |
| ------------------- | ------------- | ------------- |
| Szerb               | 11389         | 11477         |
| Bosnyák             | 4088          | 1509          |
| Horvát              | 13993         | 3287          |
| Jugoszláv           | 3664          | 26            |
| Egyéb               | 1004          | 320           |
| Összesen            | 34138         | 16619         |

### A város népessége
| Nemzetiségi csoport | Népesség 1991 | Népesség 2013 |
| ------------------- | ------------- | ------------- |
| Szerb               | 4373          | 6767          |
| Bosnyák             | 2246          | 521           |
| Horvát              | 4086          | 404           |
| Jugoszláv           | 2760          | 20            |
| Egyéb               | 16            | 249           |
| Összesen            | 14098         | 7961          |

## Története

### Ókor
Brod és a környező települések története a bronzkorig, az i. e. 1600 körüli időkig nyúlik vissza. Azon a helyen, ahol ma az olajfinomító egy része található, egy viszonylag nagy ókori település maradványai találhatók a föl alatt. A nép ezt a helyet Pekarusának nevezte. Pekarusa lakói a pannon néphez tartoztak. Bród vidéke a breuk törzshöz tartozott, amely a Száva mindkét oldalán nagy területet foglalt el Bródtól Szávaszentdemeterig, valamint a vukovári és a vinkovci régióig. A nagy pannóniai lázadás (i. e. 12. és i. u. 9 között) leverése után a rómaiak Pannóniát teljesen meghódították és római tartománnyá vált. Megkezdődött a romanizálás és az urbanizáció folyamata. A breukok nagymértékben részt vettek a római hadsereg hadjárataiban. A mai Bród helyén állt római város neve „MARSVNNIA” alakban szerepel a korabeli forrásokban. Ez abban a katonai diplomában szerepel először, melyet 1997-ben Bród közelében a Szávában találtak, és amelyet 71-ben Vespasianus császár idejében egy marsoniai veterán katona részére adtak ki. Ez egyben Marsonia első írásos említése. A Marsunnia névalak megerősíti azt az elméletet, mely szerint a város neve az itt élt őslakosságtól származik és amely máig fennmaradt a Mrsunja-patak nevében, mely Broddal szemben ömlik a Szávába.  A régi Marsonia fő része a Száva túloldalán, a mai Bródi vár helyén helyezkedett el, a település egy része szonban a jobb oldalon volt. 

### A középkor és a török uralom
A középkori Bród nevének első írásos említése IV. Béla király 1244. július 20-án kelt oklevelében történt. A település már a középkorban is a Mrsunja-pataknak a Szávába való torkolásánál feküdt. Birtokosai a térség egyik leghatalmasabb családja a grabarjai Beriszlók voltak, akiknek a közeli Grabarje volt a birtokközpontjuk. Bródot ők alapították, majd a 15. és 16. század fordulóján ők építették ki a régi városközpontot, mely négyszögletes alaprajzú volt a török veszély ellen védőfalakkal és földsáncokkal megerősítve. Bród 1536-ban került török kézre és egészen 1691-ig török kézen maradt, amikor Erdődy Miklós bán és de Croy herceg, császári generális csapatai felszabadították. A karlócai béke az új határt a Szávánál húzta meg, így a jobb parti rész az Oszmán Birodalom része maradt. Bród addig egységes települését csak 1739-ben osztották hivatalosan két közigazgatási egységre. A jobb part az Oszmán Birodalom, a bal part pedig az Osztrák Birodalom részévé vált. A 18. század elején a várost újjáépítették, és Turski Brodnak nevezték el, ahová egy palénkvárat építettek. Az osztrákok ezt 1716-ban elfoglalták és lerombolták. Az oszmánok 1739-ben új csardakot építettek, 1780-ban pedig egy aga parancsnoksága alatt egy jól megerősített tornyot is kapott.
Brod a 19. század első éveiben viszonylag gyorsan fejlődött. Abban az időben kereskedelmi központ és két birodalom metszéspontjának fontos pontja volt. Napóleon bukásával azonban elvesztette stratégiai jelentőségét. 

### A 19. század végétől

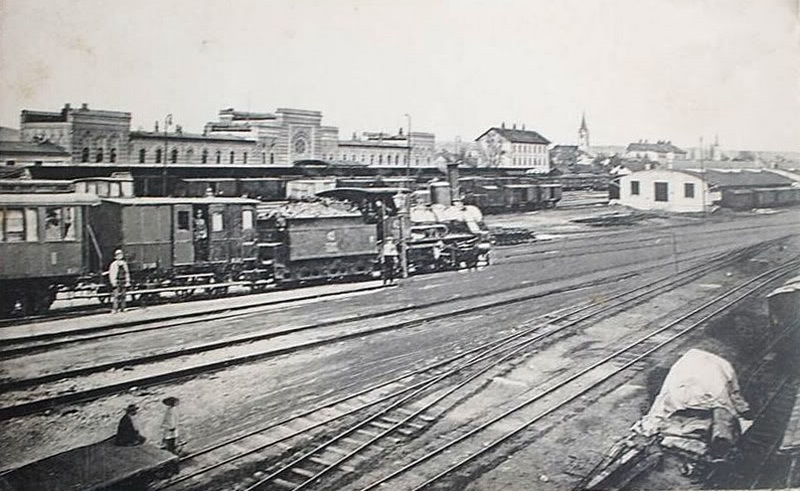
A bródi vasútállomás a 20. század elején

A település 1878-ig tartozott az Oszmán Birodalomhoz. Ekkor a berlini kongresszus határozata alapján az Osztrák-Magyar Monarchia része lett. A Száva jobb partján fekvő települést hivatalosan 1878 kora őszén nevezték el Bosanski Brodnak, és ezt a nevet a 20. század végéig megtartotta. 1879-ben az első osztrák-magyar népszámlálás során a Brodi járáshoz tartozó településnek 170 háztartása, 402 muszlim, 136 ortodox, 120 római katolikus és 52 izraelita lakosa volt. Az osztrák-magyar uralom a település fejlődésének új lendületet adott. A vasútállomást 1896-ban építették Hans Niemetzzek építész tervei alapján. Az állomást hivatalosan 1897-ben nyitották meg. Az építő az épületet ál-mór stílusban építette meg. A legrégebbi fennmaradt, ebben a stílusban épült épület a szarajevói városháza.

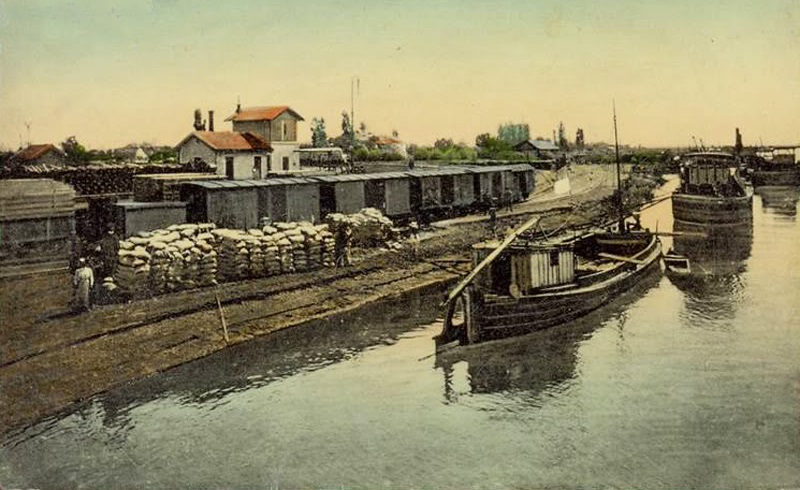
A bródi kikötő a 20. század elején

 Sajnos az állomás épülete 1945. január 19-én a várost ért légitámadás során teljesen elpusztult. A bródi vasútállomás Bosznia-Hercegovina legnagyobb közlekedési csomópontja volt a második világháború végéig. Az első vonat 1897. július 15-én indult Brodból Derventába és Žepčébe. Brod első szerb ortodox templomát 1894-ben építették. A régi római katolikus Szent Illés templomot 1860-ban építették, majd egy új templom 1907-es felépítése után lakóépületté építették át. A mecsetet 1909-ben építették. A régi mecsetről nincsenek adatok, de az bizonyos, hogy a 18. században épült. Brod első nyilvános könyvtárát 1889-ben alapították a Nemzeti Általános Iskolában.
1910-ben a Brodi járáshoz tartozó településen 764 háztartást, 1936 római katolikus, 672 muszlim, 506 ortodox, 111 izraelita, 85 evangélikus és 16 görög katolikus lakost találtak. A monarchia szétesésével 1918-ban előbb a Szerb-Horvát-Szlovén Királyság, majd 1929-től a Jugoszláv Királyság része lett. 1921-ben a Brod járáshoz tartozó településnek már 4110 lakosa volt, közülük 2297 római katolikus, 880 muszlim, 714 ortodox, 130 izraelita, 61 evangélikus és 28 görög katolikus volt. Az 1929-es törvény értelmében, amikor Bosznia-Hercegovinát négy banovinára, Drinskára, Vrbaskára, Zetskára és Primorskára osztották, a település a Vrbaska banovina (Orbászi Bánság) része lett, amelynek székhelye Banja Luka volt. 1939-ben a közigazgatás átszervezésével a Hrvatska banovina (Horvát Bánság) része lett.

### Második világháború
A második világháborúban Jugoszlávia megszállása után a Független Horvát Állam (NDH) része lett. 1941. április 11-én Bosanski Brodban horvát vasúti munkások fegyveres csoportjai támadtak jugoszláv tisztviselőkre. „Minden oldalról tűz hallatszott, a horvátok örömujjongásba kezdtek, nagyobb csoportokba gyűltek és felfegyverkeztek”. Ugyanebben az évben áprilisban mintegy 70 szerbet tartóztattak le Bosanski Brodban és a környező falvakban. Bosanski Brod volt az első város a megszállt Európában, amelyet 1941. április 13-án a Jugoszláv Királyi Hadsereg tagjai (csetnikek) szabadítottak fel. A hadsereg parancsnoka Dragoljub Draža Mihailović ezredest utasította, hogy az újonnan megalakult gyorshadseregével ott működjön. 1941. május 19-én az usztasák letartóztatták Ilija Berić helyi szerb papot. A helyi szerbeket táborokba zárással fenyegették, ha nem térnek át a római katolikus hitre. A szövetséges légierő 180 repülőgépből álló légiereje 1944. július 27-én bombázta Bosanski Brodot. Brod mellett a Száva hídjánál és a pozsegai táborban az usztasák 1941. augusztus 26-án nagyszámú Brod és Drventa környéki szerbet öltek meg. Ezen a napon a városban minden évben megemlékezéseket tartanak.

### Boszniai háború

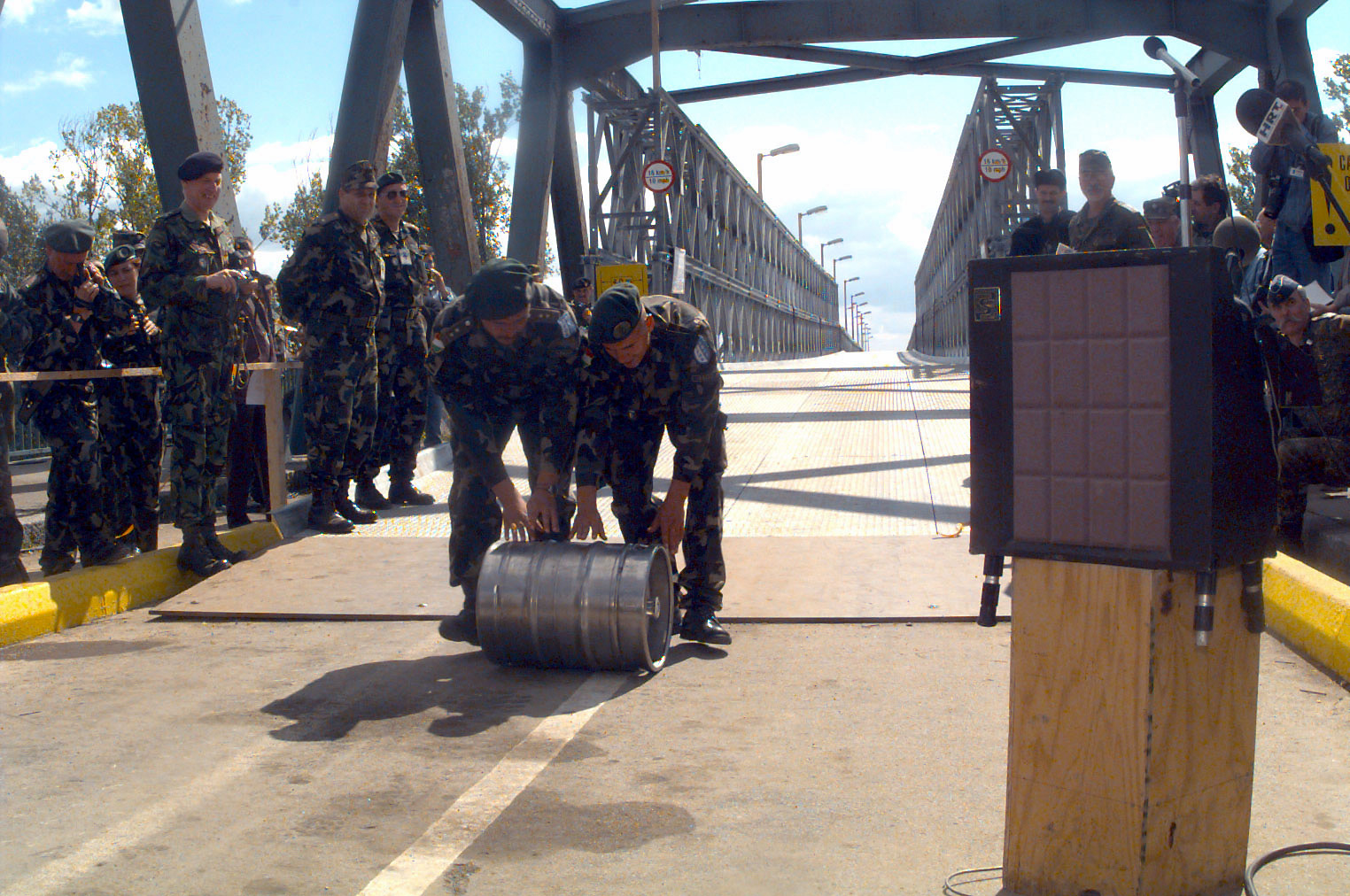
Magyar Honvédség mérnökei hagyományos hordógurításukat hajtják végre a bródi közúti híd hivatalos újranyitásának szalagátvágó ünnepségén

A második világháború után 1992-ig a település a szocialista Jugoszlávia keretében a Bosznia-Hercegovinai Népköztársaság része volt. A boszniai háború során 1992. március 3-án a horvát - muzulmán katonai erők megszállták Bosanski Brod városát, több tucat szerbet hurcoltak horvátországi táborokba. Az ortodox temetőt lerombolták, az 1890-ben épült Istenszülő templomát és a Tüzes Mária ortodox templomot teljesen elpusztították, és kifosztották. Bosanski Brodban márciusban lezajlott első konfliktus után 6 ezer ember kelt át a hídon a horvát oldalra. A menekültek száma folyamatosan nőtt, áprilisban elérte a 12 ezret. Az 1992. októberi „Koridor 92” hadműveletében a Boszniai Szerb Hadsereg (VRS) meghódította Bosanska Posavina nagy részét. A hadművelet végére a menekültek száma 40 ezerre nőtt. A bródi híd a horvát erők fő ütőerévé vált a Posavinában, de egyben korlátozta a horvát erők manőverezési képességeit. 1992 áprilisában a JNA sikertelen áttörést hajtott végre a 17. tuzlai hadtest doboj hadműveleti csoportjával Bosanski Brod felé. A híd megsemmisítésére irányuló további erőfeszítéseket a Jugoszláv Légierő (JRZ) végezte, amely 1992 májusában, nagy hatótávolságú tüzérség támogatásával hadjáratot indított a híd és Slavonski Brod ellen. A szerb erők végül 1992. október 6-án foglalták el Bosanski Brodot. Bosanski Brod elfoglalásának előestéjén mintegy 8 ezer ember kelt át a hídon Slavonski Brodra, végül másnap a hídat a horvátok mégis felrobbantották. A boszniai háborút lezáró daytoni békeszerződés rendelkezése alapján az ország területét felosztották a Bosznia-hercegovinai Föderáció és a boszniai Szerb Köztársaság között. A békeszerződés utáni területmegosztási megállapodás értelmében a település a Boszniai Szerb Köztársasághoz került.

## Gazdaság
- Brod gazdasági tevékenységének alapját évekig az Olajfinomító képezte. melyet 1892-ben alapítottak a kornak megfelelő szerény feldolgozókapacitással. Azóta folyamatos fejlődésen megy keresztül, és a termelésben a legjelentősebb ugrásokat 1962-ben, amikor a telepített üzemek kapacitása elérte a kétmillió tonnát, valamint 1991-ben érte el, amikor egy új, évi hárommillió tonna feldolgozókapacitású sort építettek. 2007. február 14. óta többségi tulajdonosa a „Zarubezhneft” vállalat. A Finomító ma 1300 dolgozót foglalkoztat. A finomító jövőjét finomított motorbenzin és dízelüzemanyagok, valamint bitumen alapú építőanyagok gyártása jelenti.

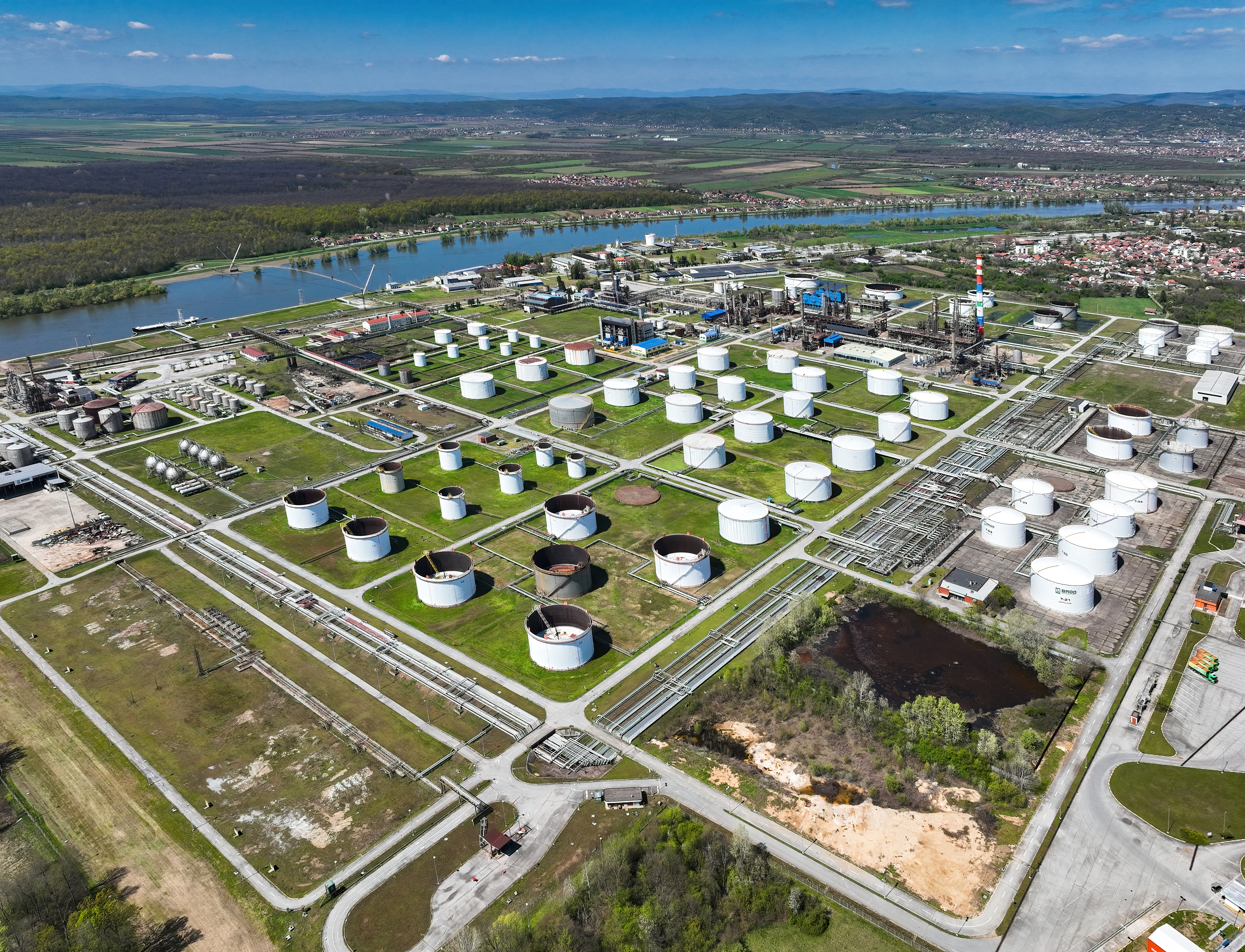
A brodi olajfinomító

- Brod mindig híres volt textiliparáról. A (ma már csődben lévő) „Brodteks” AD zoknigyár hét-tízmillió pár zoknit gyártott mindenféle típusban és méretben, valamint 300-350 ezer kilogramm szintetikus fonalat. A Brodteks látta el az összes volt jugoszláv köztársaság piacát, de termékeket exportált Olaszországba, Nyugat-Németországba, Csehszlovákiába és a Szovjetunióba is.

- Brodban volt egy „Metalmail” nevű gyár is, amely szaniterárukat, fürdőkádakat, tartályokat, mosdókagylókat, mosogatókat és grillsütő felszereléseket gyártott. A múltban a volt jugoszláv köztársaságok piacait látta el, valamint Németországba, Hollandiába és Magyarországra exportált. Ma ez is csődeljárás alatt áll.

- A „Transter” vállalat fő tevékenysége az olaj és olajszármazékok szállítása. További tevékenységek közé tartozik a személyszállítás, a javítás és szerviz, a vámterminál, valamint a kereskedelem, az értékesítés és a közvetítői tevékenység. Most, miután a háború alatt elvesztette járműállományának jelentős részét, a Bosznia-Hercegovinai Föderációban és Szerbiában is működik.

- Brod fontos vállalatai közé tartozott az Építőipari és Ipari Üzem (rövidítve: GIK), amely a privatizáció során részvénytársasággá alakult. A privatizáció után a vállalat gyengén teljesített, és csődbe ment,

- A „SCAI Adapter” d.o.o. fémmegmunkálási tevékenységgel, fémek elsődleges feldolgozásával, valamint fém alátétek és autóalkatrészek gyártásával foglalkozik.

- Brodban nagy hangsúlyt fektetnek az egészséges élelmiszerek előállítására a növénytermesztés, a zöldségtermesztés, a gyümölcstermesztés és a haltenyésztés területén. Az egészséges élelmiszerek előállításában az „Ivanjsko polje” a meghatározó, több mint 1700 hektárnyi korszerűen beépített mezőgazdasági területtel rendelkezik, amely magában foglalja a csatorna- és úthálózatot, az összes szántóföld vízelvezetését, a tárolólétesítményeket és a gépparkban található műhelyeket.

## Kultúra

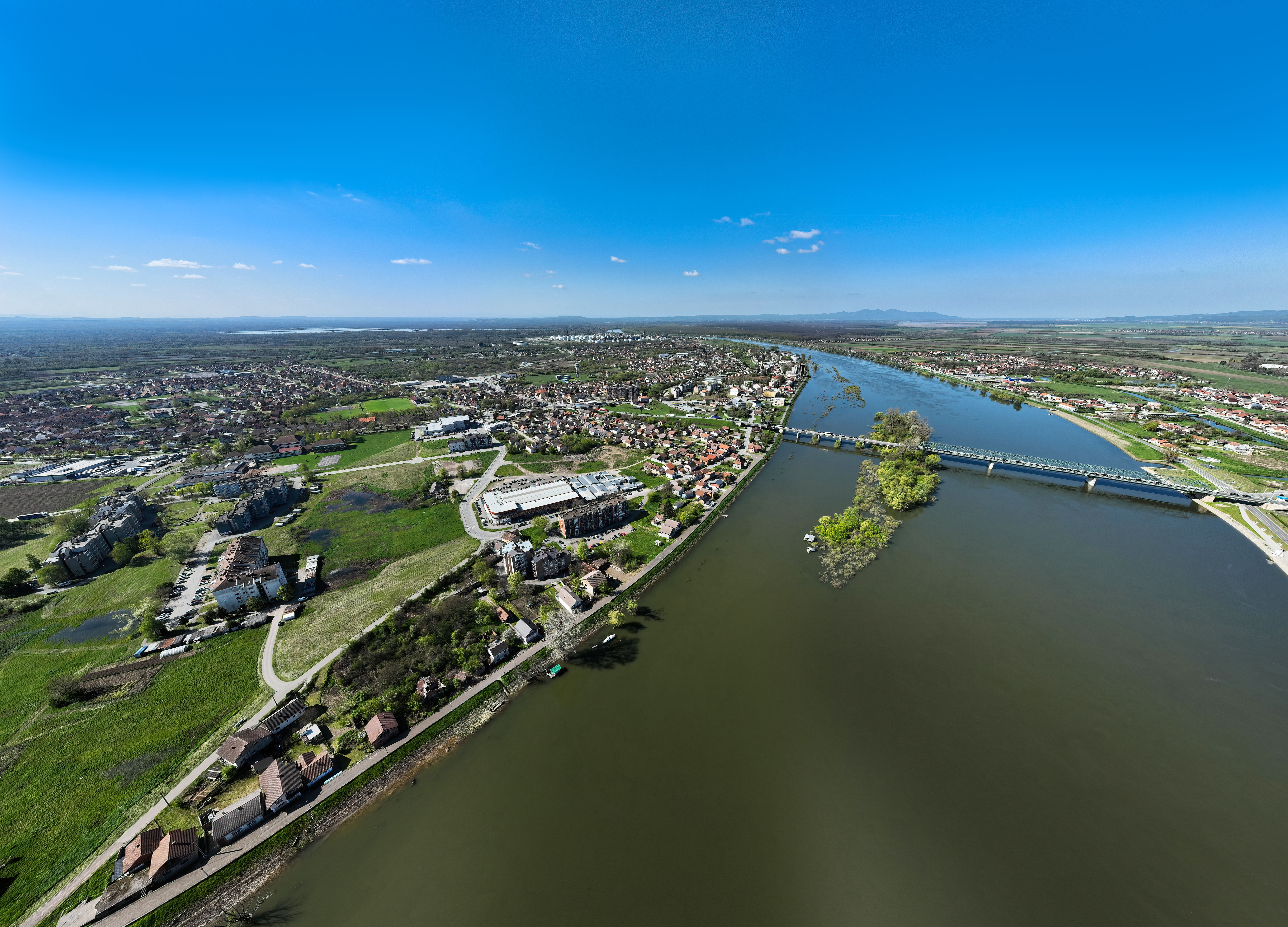
Brod látképe a Száva-híddal

- Brod a folklór, a népviseletek, a népszokások, a táncok és a dalok ápolásának hosszú hagyományairól ismert. Brodban számos kulturális és művészeti társaság és egyesület működik, amelyek a fent említett tevékenységeket folytatják, amelyek közül a legaktívabbak minden bizonnyal a „Duško Trifunović” Kulturális és Művészeti Egyesület és a liješćei „Liješće” Kulturális és Művészeti Egyesület.

- A liješćei „Đurđevak” Nőegyesület ápolja és megőrzi a környék hagyományait, szokásait és régi mesterségeit óvja a feledéstől. A rendezvények részeként számos kulturális, művészeti és sportrendezvényt is rendeznek (sportversenyek, vásárok, motorversenyek, kiállítások, bemutatók stb.).

- A szeptemberben megrendezett Duško Trifunović Napok rendezvényt a Brodban született Duško Trifunovićnak szentelik, aki 1933. szeptember 13-án született a Brod melletti Sijekovac faluban. Szerb író, költő és televíziós szerző volt, termékeny alkotó, aki mintegy húsz verseskötetet, négy regényt és számos színdarabot alkotott.

- Az Ipari, Mezőgazdasági és Turisztikai Vásárt szeptemberben rendezik meg. Ez a gazdasági és kulturális esemény a Horvát Köztársaság, Szerbia, Bosznia-Hercegovina és a Boszniai Szerb Köztársaság kiállítóit hozza össze. A kiállítók a Sport- és Kulturális Központban mutatják be termékeiket és szolgáltatásaikat, tapasztalatokat és kapcsolatokat cserélnek saját vállalkozásaik fejlesztése érdekében. A vásárt számos tisztviselő, a köztársasági regionális és helyi média számos képviselője látogatja.

- A Brodi Gasztrotalálkozók egy olyan esemény, amelyet szeptemberben, a vásár második napján rendeznek meg. A rendezvény célja régiónk kulináris hagyományainak megőrzése. A Gasztrotalálkozók résztvevői čobanac és fiš elkészítésében versenyeznek, míg a női egyesületek standokon mutatják be régiónk hagyományos ételeit. Kellemes hangulatban és hagyományos zenével a Gasztrotalálkozók késő estig tartanak. A Gasztrotalálkozókat Brod Önkormányzata, a Brod Önkormányzat Turisztikai Szervezete és a Liješće „Đurđevak” Egyesület szervezi.

## Oktatás
- Nikola Tesla Gimnázium

- "Szent Száva" Általános Iskola

- Prometej Köztisztviselői és Jogtudományi Főiskola

## Sport

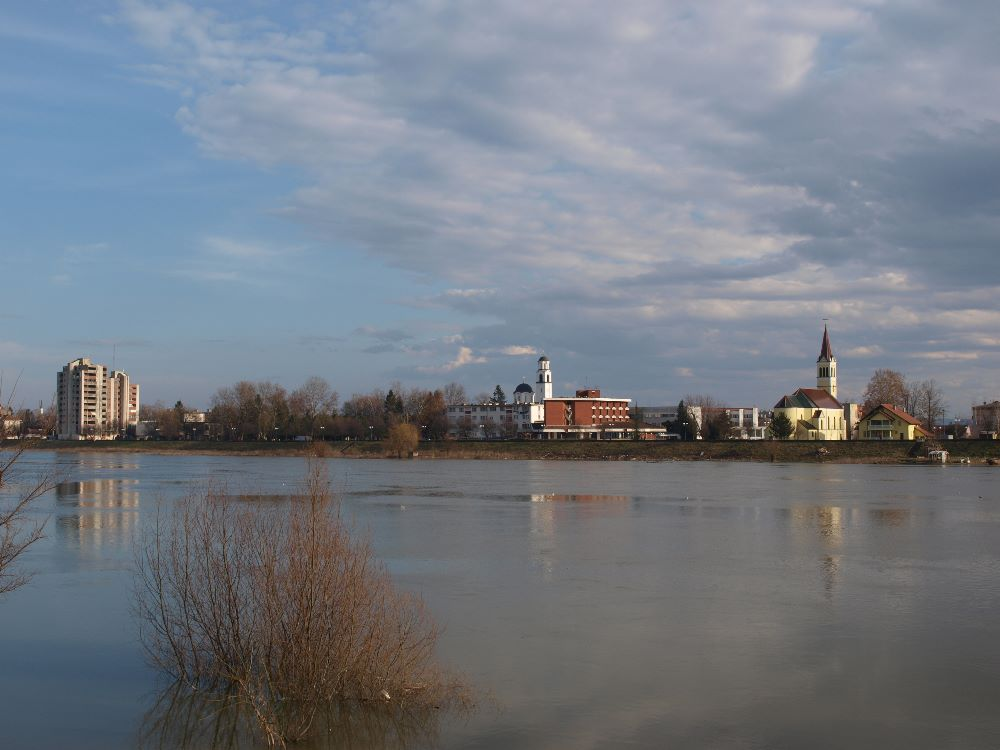
Brod látképe a Száva túloldaláról

- Brodban a sportnak hosszú és gazdag hagyománya van. Brod legfontosabb sportegyesülete az OFK Polet 1926 futballklub, amelynek a felnőtt csapat mellett utánpótlás és egy ifi csapata is van.

- További brodi sportklubok az RK Brod kézilabdaklub, az OK Mladost kosárlabdaklub, a Polet karateklub, a Slavija ökölvívóklub, a Slavija sakkklub és a Sava sporthorgász egyesület.

- A teremlabdarúgás is nagyon népszerű. A Sportközpont 1978 decemberében nyílt meg.

- A „Stjepan Stanić” Nemzetközi Emlékversenyt 2011 óta rendezik meg júliusban a Száva folyón. A versenyt a brodi „Premium” Kajak-kenu Klub szervezi.

## Nevezetességei

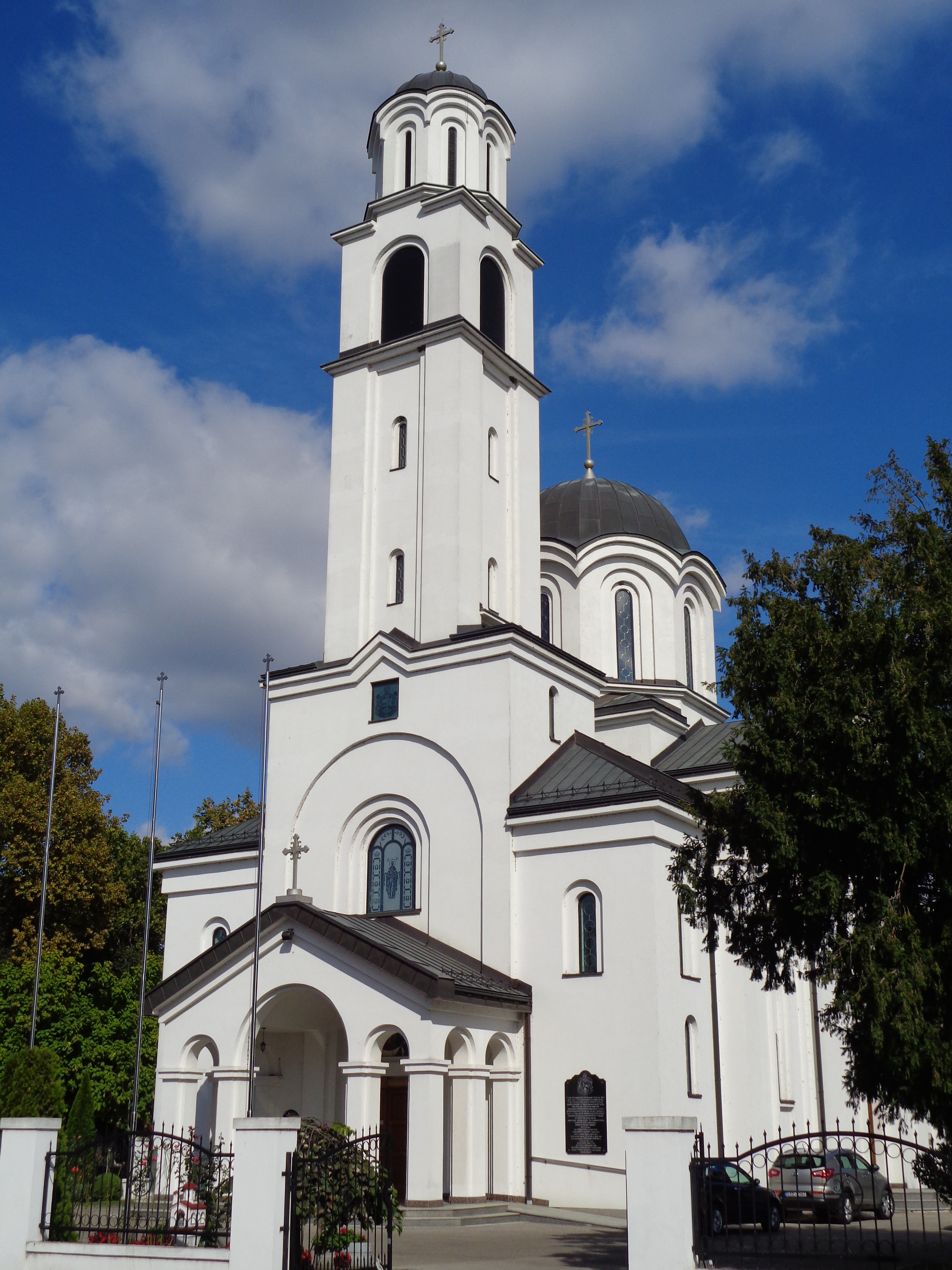
A szerb ortodox templom

- Szűz Mária lepele tiszteletére szentelt ortodox temploma. A mai templomot annak a régi templomnak az alapjaira építették, amelyet a horvát fegyveres erők 1992-ben romboltak le. Ezt a régebbi bródi templomot 1890. október 14-én II. Dionysije Ilijević zvornik-tuzlai metropolita szentelte fel.

- A brodi Huszein bég-mecset Brod városának a központjában található. A háremmel együtt Bosznia-Hercegovina nemzeti emlékhelyévé nyilvánították, de 1992-ben a városba bevonuló szerbek lerombolták. Jelenleg a Szent Száva utcában található. Az első mecsetet még a 18. században építették. Az építés pontos éve és alapítója ismeretlen. Ezt 1908-ban lebontották, Sijekovacba költöztették, és egy újat építettek a helyén. A Huszein-bég mecsetet a boszniai kormány anyagi támogatásával 1909-ben építették újjá. A mai mecsetet 2004-ben építették.

- A Bosanski Brod-i római katolikus plébániát 1864-ben alapították a koraćei plébániából való kiválás útján. 1907. április 28-án szentelték meg az új plébániatemplom alapkövét. Az újonnan épült plébániatemplomot 1907. november 24-én szentelték fel. 1992 második felében a szerb szélsőségesek aláaknázták és porig rombolták a plébániatemplomot, az összes horvát katolikust pedig kiűzték. 2003. július 20-án, Szent Illés próféta, Bosznia védelmezője és a Bosanski Brod plébánia mennyei védelmezője emléknapján Vinko Puljić bíboros áldotta meg az 1992-ben lerombolt templom alapjaira épülő új plébániatemplom építési területét, alapkövét és harangjait.[16]

- A Vízivirág-jelenség egy rendkívül érdekes és ritka jelenség, amely évtizedek óta előfordul ezen a vízfolyáson. Augusztus végén, nyári estéken milliónyi fehér pillangó jelenik meg a vízből a vízfolyások felett és körülöttük, szokatlan díszletet hozva létre, mintha hópelyhek lennének. Három évnyi lárvaszerű élet után, a folyó fenekén, ezek a rovarok a víz felett párosodnak, és mindössze néhány óráig élnek. A volt Jugoszlávia területén az összes folyó közül csak a Morava, a Tisza és a Korana virágzik még mindig. A vízszennyezés elűzte a pillangókat a Moraváról és a Tiszáról, és ez a jelenség a Koranán jelentősen csökkent, így az Ukrina folyó a Vízivirág-jelenségével továbbra is a ritka tiszta vizek közé tartozik. Brod község területén a legjelentősebb „virágzás” Zborište faluban látható.

## Fordítás
- Ez a szócikk részben vagy egészben  a(z)   Брод (Република Српска) című szerb Wikipédia-szócikk ezen változatának fordításán alapul.  Az eredeti cikk szerkesztőit annak laptörténete sorolja fel. Ez a jelzés csupán a megfogalmazás eredetét és a szerzői jogokat jelzi, nem szolgál a cikkben szereplő információk forrásmegjelöléseként.